# Bouteiller
Pour les articles homonymes, voir Bouteiller (homonymie).
Bouteiller (en latin buticularius) était un titre donné au Moyen Âge à l'officier chargé de l'approvisionnement en vin d'une cour royale, impériale ou princière. Il pouvait aussi avoir un rôle d'échanson, ce qui signifie qu'il pouvait être amené à servir le roi à table dans les grandes occasions.
Le titre apparaît en Occident à l'époque carolingienne. Le bouteiller est alors un des quatre grands officiers de la cour, avec le chancelier, le chambrier et le sénéchal.
La fonction se diffuse alors dans la plupart des cours d'Europe occidentale. Dans les cours anglaises du Moyen Âge, il porte le nom de butler, qui a gardé les deux sens premiers d'échanson (celui qui sert le vin) et de bouteiller (celui qui gère les réserves de vin).

## Source
- Cet article est partiellement ou en totalité issu de l'article intitulé « Bouteiller de France » (voir la liste des auteurs).